# 西班牙地勢
西班牙的地勢以高和多山著稱；地形以位處伊比利半島中央、平均海拔660公尺的梅塞塔高原為主體，其崎嶇程度在歐洲名列前茅，僅次於瑞士、奧地利及微型國家安道爾和列支敦斯登。在西班牙大陸，所有景致都環抱著高原而形成體系。高原以外，瓜達幾維河的窪地坐落於半島西南部，東北方則有厄波羅河。
西班牙擁有眾多山系，約占據全境領土的二分之一。其中，東北界的庇里牛斯山和西南方的巴埃蒂克山脈位於高原以外，地勢最高。高原外部分別由北面坎塔布連山脈、東面伊比利亞山脈和南面莫雷納山脈圍繞，內部則佇立中央山脈和托萊多山脈。